# Кастельмола
Кастельмола (итал. Castelmola) — коммуна в Италии, располагается в регионе Сицилия, в провинции Мессина.
Население составляет 1091 человек (2008 г.), плотность населения составляет 68 чел./км². Занимает площадь 16 км². Почтовый индекс — 98030. Телефонный код — 0942.
Покровителем населённого пункта считается святой Георгий, празднование 23 апреля.

## Демография
Динамика населения:

## Администрация коммуны
- Официальный сайт: https://web.archive.org/web/20161024091249/http://www.comunedicastelmola.it/